# بريتاني هايز
بريتاني هايز (بالإنجليزية: Brittany Hayes)‏ هي لاعبة كرة الماء أمريكية، ولدت في 7 فبراير 1985 في أورانج في الولايات المتحدة.

## وصلات خارجية
- بريتاني هايز على موقع الاتحاد الدولي للسباحة (الإنجليزية)
- بريتاني هايز على موقع اللجنة الأولمبية الدولية (الإنجليزية)
- بريتاني هايز على موقع أوليمبيديا (الإنجليزية)
- بريتاني هايز على موقع اللجنة الأولمبية والبارالمبية الأمريكية (الإنجليزية)